# Jimdo
Jimdo — бесплатная система управления сайтом, разработанная в Германии и имеющая 7 языковых локализаций. Уникальность конструктора Jimdo — простота в использовании и полностью редактируемые дизайнерские шаблоны. Jimdo — это облачный сервис, с помощью которого создавать сайты и управлять ими можно прямо в браузере, а знания HTML, CSS и программирования не требуются. У Jimdo есть также мобильное приложение для iOS и Android. По состоянию на сентябрь 2021 года на платформе Jimdo работает более 502 тысячи сайтов различной тематики: интернет-магазины, сайты-визитки, сайты фотографов, сайты образовательных учреждений и т. д. Пользователям при регистрации доступно 16 шаблонов, заполненных демо-данными под разные тематические направления. В административной панели предоставлена возможность изменить выбранный шаблон на одну из 38 предложенных тем.

## История
В 2004 году на старой ферме на севере Германии была основана компания NorthClick. Основатели — Matthias Henze (Маттиас Хенце), Fridtjof Detzner (Фридтьёф Детцнер), Christian Springub (Кристиан Шпрингуб) — разработали программное обеспечение, которое стало впоследствии ядром Jimdo.
Программное обеспечение позволяло простым людям создавать сайты интуитивно, не владея знаниями программирования.
Русская версия конструктора Jimdo была официально закрыта в декабре 2016 года, включительно с интерфейсом и технической поддержкой.

## Модули
- Заголовок
- Текст
- Изображение
- Изображение в тексте
- Интервал
- Колонки
- Галерея изображений
- Загрузка файлов
- Формуляр
- Гостевая книга
- Таблица
- Разделитель
- Блог
- Видео
- Flickr
- Карты Google
- Widget/HTML
- Каталог товаров
- RSS Feed
- Twitter
- Facebook
- Google+
- Поделиться

### Бывшие модули
- Flash